# Velenov
Velenov är en ort i Tjeckien.   Den ligger i regionen Södra Mähren, i den östra delen av landet, 180 km öster om huvudstaden Prag. Velenov ligger 566 meter över havet och antalet invånare är 187.
Terrängen runt Velenov är platt österut, men västerut är den kuperad. Terrängen runt Velenov sluttar västerut. Runt Velenov är det ganska tätbefolkat, med 78 invånare per kvadratkilometer. Närmaste större samhälle är Blansko, 15,1 km söder om Velenov. I omgivningarna runt Velenov växer i huvudsak blandskog.